# Baye (Mali)
Baye is een gemeente (commune) in de regio Kayes in Mali. De gemeente telt 14.600 inwoners (2009).
De gemeente bestaat uit de volgende plaatsen:
- Baye
- Diabaya
- Dioulafoundouba
- Gamaté
- Kiridy
- Kobokoto
- Lémounatoumboun
- Marénnia
- Moussala-Malidio
- Samoun
- Sékotoba
- Sélinkégny
- Tambacoumbafara
- Tomben
- Toumboumba
- Yélou
- Yérala